# شهرستان ایتکین (مینه‌سوتا)
شهرستان ایتکین، مینه‌سوتا (به انگلیسی: Aitkin County, Minnesota) شهرستانی در ایالات متحده آمریکا است که در مینه‌سوتا واقع شده‌است.